# イヴァン・ムスチスラヴィチ (ルーツク公)
イヴァン・ムスチスラヴィチ（ロシア語: Иван Мстиславич、? - 1227年）はムスチスラフ・ヤロスラヴィチの唯一の子である。ルーツク公：1227年。
イヴァンに関しては、『ガーリチ・ヴォルィーニ年代記(ru)』にのみ記述がみられる。すなわち、イヴァンの父ムスチスラフは自身の領土をヴォルィーニ公ダニールに譲渡したのち死亡し、イヴァンもまもなく死亡したという記述のみである。
イヴァンの妻子についても記録は残されていない。